# Eriksbergs köpcentrum
Eriksbergs köpcentrum ligger på Hisingen i Göteborg.
Området ligger mellan stadsdelen Eriksberg, Kolhamnsgatan, Lundbyleden (vid Lundbytunneln) och Sannegårdshamnen. Här finns bland annat matvaruaffär, snabbmatsrestaurang, systembolag, apotek, fitnesscenter samt bank. Strax utanför finns även bensinstation.
Till området tar man sig lättast med bil, eftersom köpcentret ligger nära Lundbyleden och det finns gott om parkeringsplatser, men även stombuss 16 går dit, hållplats Säterigatan.

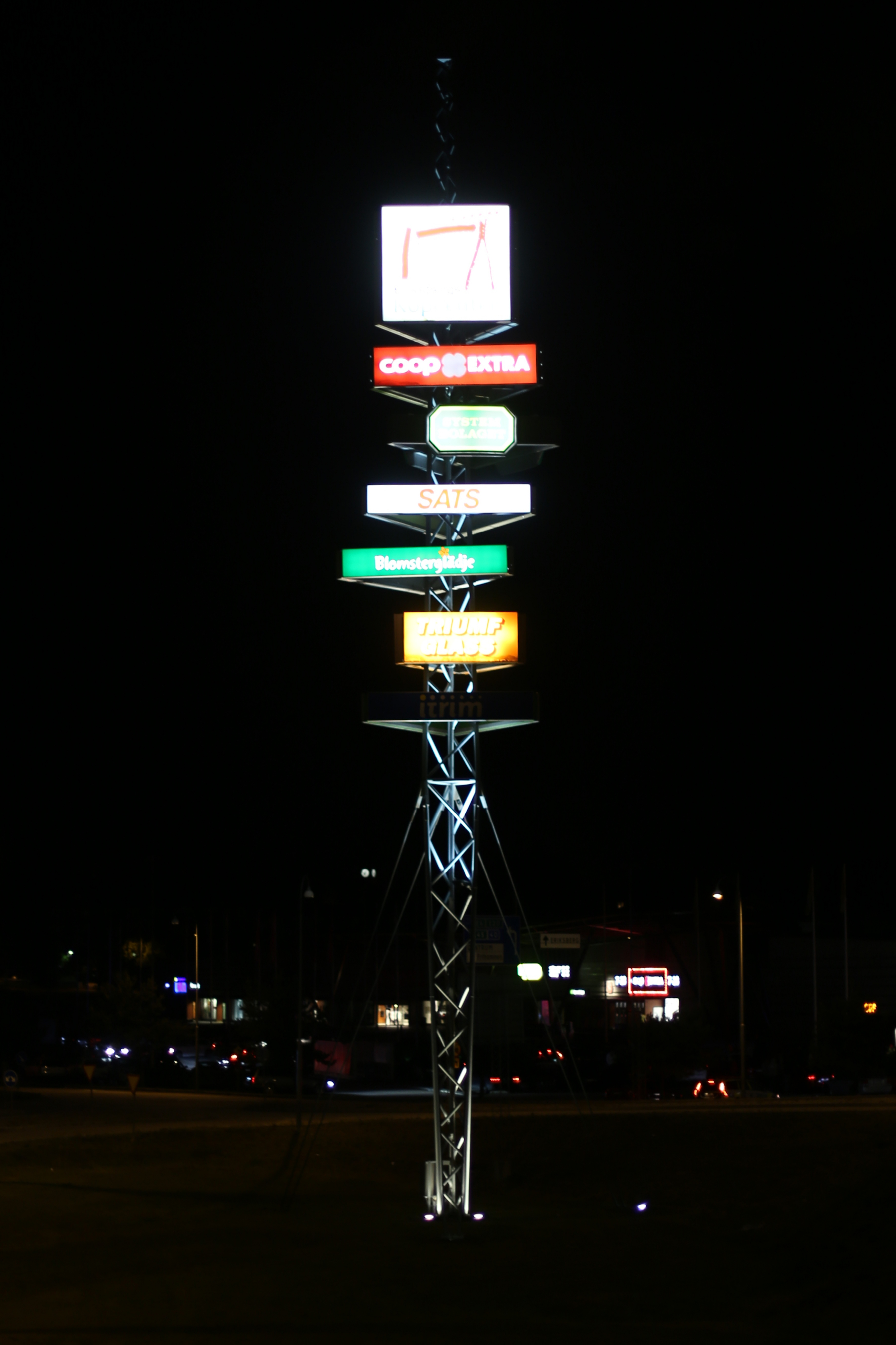
Skylten utanför mot leden på natten.

Byggåret var 2001 och arkitekten Gert Wingårdh.